# Racławki (województwo wielkopolskie)
Racławki – wieś w Polsce położona w województwie wielkopolskim, w powiecie wrzesińskim, w gminie Nekla.
W latach 1975–1998 miejscowość położona była w województwie poznańskim.